# Ninjago: Die Rückkehr
Die Rückkehr (Originaltitel Crystalized) ist die fünfzehnte Staffel der computeranimierten TV-Serie Ninjago (vor Staffel 11 Ninjago: Meister des Spinjitzu). Die Serie wurde von Michael Hegner und Tommy Andreasen entwickelt. Die Staffel, die nach Geheimnis der Tiefe (Seabound) spielt, wurde in Deutschland im Juni und Oktober 2022 ausgestrahlt. Obwohl Die Rückkehr den Abschluss der ursprünglichen Ninjago-Serie markiert, ist es nicht die letzte Folge der Ninjago-Franchise, da eine neue Serie für die Marke Lego Ninjago im Jahr 2023 erscheinen soll.
Die Handlung der fünfzehnten Staffel knüpft direkt an die vorherige Staffel an, in der Nya eins mit dem Meer wurde und dem Ninja-Team verloren ging. Im ersten Teil von Die Rückkehr geht es um die Ninja, die versuchen, Nya zu retten, indem sie sie in ihre menschliche Form zurückverwandeln, und dabei das Gesetz brechen und zu gesuchten Verbrechern werden. Der Rest der Staffel dreht sich um die Rückkehr des alten Feindes der Ninja, des Ultrabösen, unter dem neuen Namen Diamantkönig, der einige der größten Gegner aus der Vergangenheit der Ninja versammelt, um sie ein für alle Mal zu besiegen und Ninjago zu erobern. Lloyd ist der Hauptcharakter der Staffel, wobei das Ultraböse, sein Rat (bestehend aus den früheren Ninjago-Antagonisten Harumi, Pythor, Aspheera, Vangelis, Mr. F und dem Mechaniker) und die Kristallkriegerarmee die Hauptgegner der Staffel sind.

## Synchronisation (Hauptcharaktere)
Mr. F, ein weiter Hauptcharakter der Staffel, ist in folgender Tabelle nicht aufgelistet, da dieser in der Serie einen Androiden darstellt, der nicht die Fähigkeit hat, zu sprechen.
| Rolle                | Englischer Sprecher | Deutscher Sprecher   |
| -------------------- | ------------------- | -------------------- |
| Lloyd Garmadon       | Sam Vincent         | Christian Zeiger     |
| Kai                  | Vincent Tong        | Jörn Linnenbröker    |
| Jay                  | Michael Adamthwaite | Sebastian Kluckert   |
| Zane                 | Brent Miller        | Toni Michael Sattler |
| Cole                 | Andrew Francis      | Dirk Stollberg       |
| Nya                  | Kelly Metzger       | Magdalena Turba      |
| Meister Wu           | Paul Dobson         | Reinhard Scheunemann |
| P.I.X.A.L.           | Jennifer Hayward    | Marieke Oeffinger    |
| Garmadon             | Mark Oliver         | Klaus-Dieter Klebsch |
| Der Diamantkönig     | Scott McNeil        | Christopher Groß     |
| Harumi               | Britt McKillip      | Rieke Werner         |
| Pythor P. Chumsworth | Michael Dobson      | Klaus-Peter Grap     |
| Aspheera             | Kathleen Barr       | Gundi Eberhard       |
| Vangelis             | Deven Mack          | Marko Bräutigam      |
| Der Mechaniker       | Michael Antonakos   | Thomas Schmuckert    |

## Erscheinung
Im Januar 2021 erwähnte Tommy Andreasen das Drehbuch für die Staffel auf Twitter und sagte, dass die Fans bis 2022 auf die Veröffentlichung der Staffel warten müssten. LEGO veröffentlichte im Vorfeld der Staffelpremiere mehrere Vorschauclips auf dem offiziellen YouTube-Kanal, darunter einen offiziellen Teaser am 29. April 2022 und einen offiziellen Trailer am 20. Mai 2022. In einer Pressemitteilung von France TV Pro zur Staffel, die im Mai 2022 veröffentlicht wurde, wurde ein offizielles Staffelposter enthüllt, das Vergleiche mit dem Design des Kinoposters für Avengers: Endgame zeigt. Die Staffel hatte in Frankreich am 6. Juni 2022 ihre Premiere. Die ersten zwölf Folgen der Staffel wurden am 20. Mai 2022 im Englischen auf dem Lego-YouTube-Kanal veröffentlicht, waren in Deutschland aber nicht abrufbar. Sie wurden 3 Tage später ohne jegliche Erklärung privat gestellt und am 1. Juni 2022 wieder öffentlich gestellt. Am selben Tag wurden sie auch bei Netflix in Amerika veröffentlicht. Am 6. Juni 2022 wurde die Staffel auch erstmals auf CITV im Vereinigten Königreich ausgestrahlt.
Ein Trailer für die zweite Hälfte der Staffel wurde während der Live-Show Lego Con 2022 am 18. Juni 2022 gezeigt. Auf der Comic Con 2022 wurde angekündigt, dass die zweite Hälfte der Staffel Anfang Oktober auf Netflix für Amerika erscheinen wird. Die 13. und 14. Episode mit den Titeln Schatten der Vergangenheit und Die Diamant-Spinnen wurden in Neuseeland bereits am 18. September 2022 auf Sky Go veröffentlicht. Das australische Netflix bestätigte später, dass die zweite Hälfte der Staffel am 1. Oktober 2022 veröffentlicht werden würde.

## Handlung
Eine Gruppe namens die Neuen Ninja taucht in Ninjago City auf und bekämpft die Tiefenstein-Schmuggler. Das Ninja-Team hat den Glauben verloren und sich aufgelöst. Nya durchstreift das Endlose Meer als Wasserdrache, aber sie beginnt, ihre Erinnerungen wiederzuerlangen. Sie trifft die ehemalige Meisterin des Wassers Nyad, die ihr hilft, den Weg zurück nach Hause zu finden. Die Ninja kommen wieder zusammen und entdecken in einem U-Bahn-Tunnel eine geheime Ladung von Tiefenstein. Sie sind gezwungen, gegen Miss Achtung und ihre Handlanger zu kämpfen, werden aber von den Neuen Ninja gedemütigt, als sie die Schurken besiegen.
Nya kehrt in ihrer wässrigen Form zum Kloster zurück und Zane friert sie ein, um ihre Form zu erhalten. Das Team beschließt, Aspheera aus dem kryptonischen Gefängnis zu befreien und ihren Stab zu stehlen, damit Aspheera Nyas Elementarkraft absaugen und sie in ihre menschliche Form zurückbringen kann. Skylor hilft dabei, Nya eingefroren zu halten, während sie Aspheera und den Stab zurückholen. Während ihrer Mission sind die Ninja gezwungen, gegen die Neuen Ninja zu kämpfen, und Kai verrät versehentlich ihre Identität, so dass sie flüchten müssen. Aspheera erklärt sich bereit, ihnen im Austausch für ihre Freiheit zu helfen und gibt Nya ihre menschliche Gestalt zurück. Die Neuen Ninja treffen im Kloster ein und nehmen das gesamte Ninja-Team bis auf Nya fest. Aspheera entkommt und wird von einem Fremden, dem Kristallkönig, um ihre Dienste gebeten.
Die Ninja werden zu fünf Jahren Haft im kryptonischen Gefängnis verurteilt. Sie finden sich inmitten ihrer alten Feinde wieder, darunter auch Pythor. Lloyd wird vom Helfer des Kristallkönigs aufgesucht, der ihn warnt, dass der Kristallkönig Lloyds Feinde gegen ihn sammelt. Als Pythor von dem Boten angeworben wird und aus dem Gefängnis ausbricht, versuchen die Ninja, ihn aufzuhalten, was ihnen jedoch nicht gelingt. Die Ninja entkommen schließlich mit Hilfe von Nya, die sich als Samurai X verkleidet hat, und Dareth, aber sie müssen durch die Wüste wandern, während sie von Sheriff HoundDog McBrag verfolgt werden. Unterwegs werden sie von einer jungen Sängerin aufgegriffen, die auf dem Weg nach Ninjago City ist, und Zane lernt die Vorzüge von Gefühlen kennen. Die Ninja treffen sich an Tingeli Tims Tankstelle wieder, wo Flüchtigal ihnen hilft, McBrag zu entkommen. Sie kämpfen mit dem Mechaniker in seinem Versteck und überwältigen ihn, so dass Lloyd sich beim Rat des Kristallkönigs als ihn ausgibt. Dort trifft er auf die anderen Mitglieder: Aspheera, Pythor, König Vangelis und Mr. F (in Staffel 9 noch Mr. E), aber seine Identität wird entdeckt und er wird gefangen genommen. Der Bote des Kristallkönigs offenbart sich als Harumi, die Lloyd für tot hielt.
Harumi erklärt, dass nach ihrem scheinbaren Tod (in Im Land der Drachen) vom Kristallkönig wieder zum Leben erweckt wurde und sich bereit erklärt hat, ihm zu dienen, auch nachdem sie seine wahre Identität als Ultraböses erfahren hat. Mit dem Tiefenstein, den sie von Vangelis vor seiner Niederlage gegen die Ninja gekauft hatte (in Abenteuer in neuen Welten (Master of the Mountain)), baute Harumi eine Armee auf, die die Elementarkräfte der Ninja außer Kraft setzen kann. Harumi enthüllt ihren Plan, die Goldenen Waffen aus dem Kloster zu stehlen, und Lloyd schwört, sie aufzuhalten. Kai, Jay, Zane und Cole werden von explosiven Kristallspinnen angegriffen, die sie unter der Erde gefangen halten. Das macht Lloyd wütend, der seine Freunde für tot hält, und erweckt seine zuvor schlummernden Oni-Kräfte. Der Rat des Kristallkönigs (dem sich nun auch der Mechaniker angeschlossen hat) greift das Kloster an, zerstört es und nimmt die Goldenen Waffen mit. Wu, Skylor und P.I.X.A.L. werden von MiniPix 7, einem von P.I.X.A.L.s Miniaturroboter-Assistenten, gerettet, während Nya in ihrer Samurai X-Rüstung entkommt. Während Nya die gefangenen Ninja rettet, führt Aspheera ein Ritual durch, das die Goldenen Waffen benötigt und es dem Kristallkönig ermöglicht, wieder körperliche Gestalt anzunehmen.
Der Kristallkönig nutzt seine Kräfte, um dem Rat neue Fähigkeiten zu verleihen, die Kristallkriegerarmee zum Leben zu erwecken und den Oni-Tempel in die Luft zu heben. Lloyd weigert sich, sich ihm anzuschließen, und flieht mit Harumi, und beide stürzen vom Tempel in das Auge des Urwalds. Die Ninja machen sich auf den Weg zum Auge des Urwalds, um Lloyd zu retten, gerade als er und Harumi vom Rat des Kristallkönigs gefunden werden. Lloyd ist gezwungen, Harumi im Stich zu lassen und mit seinen Freunden zu fliehen, um sie über die Rückkehr des Ultrabösen zu informieren. Die Kristallarmee marschiert auf Ninjago City zu und korrumpiert jeden, der sich ihr in den Weg stellt. Die Ninja versuchen, sie aufzuhalten, müssen aber feststellen, dass ihre Fahrzeuge von den Kristallen ausgesaugt werden. Wu und Lloyd spüren Garmadon auf, der in einer Wohnung in Ninjago City lebt. Garmadon offenbart, dass er seit seiner Abreise (in Rückkehr der Oni) eine Reise der Selbstverbesserung begonnen hat, indem er sich um eine Topfpflanze kümmert, die er Christofern genannt hat. Er erklärt sich bereit, den Ninja zu helfen, nachdem die Kristallkriegerarmee seine Wohnung zerstört und Christofarn verletzt hat.
Wu vermutet, dass die Kräfte der Schöpfung und der Zerstörung die einzigen sind, die dem Kristallkönig schaden können, und bittet Misako um die Erforschung einer mächtigen Drachenform. In der Zwischenzeit versucht Garmadon, Lloyd zu lehren, wie er seine Oni-Kräfte beherrschen kann, aber er weigert sich, seinen negativen Gefühlen nachzugeben. Nachdem P.I.X.A.L. die Fahrzeuge der Ninjas so aufgerüstet hat, dass sie stattdessen von den Kristallen angetrieben werden, kämpfen sie erneut gegen die Kristallkriegerarmee, während Wu sich dem Ultrabösen gegenüberstellt. Der Kristallkönig besiegt Wu und entfesselt eine mächtige Waffe, die ganz Ninjago City kristallisiert und die Fahrzeuge der Ninjas zerstört. Wu sucht Unterschlupf bei einer Gruppe von Zeitungsboten und sendet eine Botschaft, um andere zu ermutigen. Nya erweckt ihre Elementarkräfte wieder, um sich und Jay zu retten, und sie machen sich auf die Suche nach Hilfe. HoundDog McBrag findet Garmadon und Lloyd und versucht, letzteren zu verhaften, ist aber sprachlos, nachdem Lloyd ihn vor einer kristallisierten Schlange gerettet hat. P.I.X.A.L. findet Zane (der in seine wie in Verbotenes Spinjitzu Eiskaiser-Persönlichkeit zurückverwandelt wurde) und bringt ihn zum Borg-Turm. Kai und Cole werden von Skylor gerettet und schließen sich Wu und den anderen Flüchtlingen im Zeitungslager an, während Lloyd und Garmadon nach den verschwundenen Schlangen suchen. Wu stellt die Kommunikationsverbindung zu den Ninja wieder her, und sie beschließen, alle ihre Verbündeten um Hilfe zu bitten. Cyrus Borg versorgt Ronin und seine Verbündeten mit Mechs und repariert Zane, bevor P.I.X.A.L. sein Gedächtnis mit einem emotionalen Einsatz wiederherstellt. Nya nutzt ihre Kräfte, um die Merlopianer (aus Geheimnis der Tiefe (Seabound)) zu kontaktieren, während Fahrerin 7 (aus Abenteuer in neuen Welten (Prime Empire)) Cole durch Ninjago City begleitet, um einen Notruf an Shintaro (ebenfalls aus Abenteuer in neuen Welten (Master of the Mountain)) zu senden.
Die Ninja formieren sich im Lagerhaus neu und leisten ein letztes Mal Widerstand gegen die Kristallkriegerarmee, während Lloyd und Garmadon sich dem Ultrabösen stellen. Kai, Jay, Zane und Cole schalten ihre Drachenform frei, besiegen den Kristallrat und stellen die Goldenen Waffen in ihrer ursprünglichen Form wieder her. Der Kristallkönig enthüllt, dass der große Schlangenmeister sein Werk war, um Garmadon böse zu machen, was Harumi dazu bringt, die Seiten zu wechseln, um Lloyd und Garmadon zu helfen. Garmadon wird scheinbar getötet, was Lloyds Oni-Form auslöst, aber er wehrt sich seine Wut zum Sieg zu nutzen. Die Ninja kombinieren die Goldenen Waffen und setzen ihre elementaren Kräfte frei, um einen vierköpfigen Drachen zu bilden. Lloyd reitet auf dem Drachen und besiegt den Kristallkönig, bevor er mit Harumi und Garmadon, der seinen Tod vorgetäuscht hat, aus dem zerfallenen Oni-Tempel entkommt. In der Folge kehren die Elementarkräfte der Ninja zu ihrem Ursprung zurück, Garmadon pflanzt Christofarn auf einem Berg, und die Ninja bauen das Kloster zusammen mit ihren Freunden und Verbündeten wieder auf.

## Episoden
| Nr. (ges.) | Nr. (St.) | Deutscher Titel                  | Originaltitel                   | Regie           | Drehbuch                       | Premiere      | Dt. Premiere D |
| ---------- | --------- | -------------------------------- | ------------------------------- | --------------- | ------------------------------ | ------------- | -------------- |
| 181        | 1         | Abschied vom Meer                | Farewell The Sea                | Wade Cross      | Bragi Schut                    | 20. Mai 2022  | 4. Juli 2022   |
| 182        | 2         | Der Ruf der Heimat               | The Call to Home                | Daniel Ife      | Lauren Bradley                 | 20. Mai 2022  | 4. Juli 2022   |
| 183        | 3         | Nyas Gestalt                     | The Shape of Nya                | Shane Poettcker | Kevin Burke & Chris Wyatt      | 20. Mai 2022  | 5. Juli 2022   |
| 184        | 4         | Ein geheimes Problem             | A Mayor Problem                 | Wade Cross      | Liz Hara                       | 20. Mai 2022  | 5. Juli 2022   |
| 185        | 5         | Die Gesuchten 1, 2, 3, 4 und 5   | Public Enemy 1, 2, 3, 4 and 5   | Daniel Ife      | Lizzi Oyebode                  | 20. Mai 2022  | 6. Juli 2022   |
| 186        | 6         | Ein verhängnisvolles Versprechen | A Painful Promise               | Shane Poettcker | Kevin Burke & Chris Wyatt      | 20. Mai 2022  | 6. Juli 2022   |
| 187        | 7         | Ninja vor Gericht                | Ninjago City vs. Ninja          | Wade Cross      | Bragi Schut                    | 20. Mai 2022  | 7. Juli 2022   |
| 188        | 8         | Frust im Gefängnis               | Kryptarium Prison Blues         | Daniel Ife      | Kevin Burke & Chris Wyatt      | 20. Mai 2022  | 7. Juli 2022   |
| 189        | 9         | Flucht in die Wüste              | HoundDog McBrag                 | Shane Poettcker | Bragi Schut                    | 20. Mai 2022  | 8. Juli 2022   |
| 190        | 10        | Nützliche Gefühle                | The Benefit of Grief            | Wade Cross      | Bragi Schut                    | 20. Mai 2022  | 8. Juli 2022   |
| 191        | 11        | Der fünfte Schurke               | The Fifth Villain               | Daniel Ife      | Liz Hara                       | 20. Mai 2022  | 15. Juli 2022  |
| 192        | 12        | Der Rat des Diamant-Königs       | The Council of the Crystal King | Shane Poettcker | Bragi Schut                    | 20. Mai 2022  | 15. Juli 2022  |
| 193        | 13        | Schatten der Vergangenheit       | A Sinister Shadow               | Wade Cross      | Kevin Burke & Chris Wyatt      | 18. Sep. 2022 | 18. Okt. 2022  |
| 194        | 14        | Die Diamant-Spinnen              | The Spider's Design             | Daniel Ife      | Lauren Bradley                 | 18. Sep. 2022 | 18. Okt. 2022  |
| 195        | 15        | Der Fall des Klosters            | The Fall of the Monastery       | Shane Poettcker | Lauren Bradley & Lizzy Odeboye | 24. Sep. 2022 | 19. Okt. 2022  |
| 196        | 16        | In der Dunkelheit                | Darkness Within                 | Wade Cross      | Lizzy Odeboye                  | 24. Sep. 2022 | 19. Okt. 2022  |
| 197        | 17        | Die Wiederkehr des Königs        | The Coming of the King          | Daniel Ife      | Kevin Burke & Chris Wyatt      | 25. Sep. 2022 | 20. Okt. 2022  |
| 198        | 18        | Rückkehr ins Auge des Urwalds    | Return to Primeval's Eye        | Shane Poettcker | Bragi Schut                    | 25. Sep. 2022 | 20. Okt. 2022  |
| 199        | 19        | Diamanten-Drama                  | Crystastrophe                   | Wade Cross      | Kevin Burke & Chris Wyatt      | 1. Okt. 2022  | 21. Okt. 2022  |
| 200        | 20        | Christofarn                      | Christofern                     | Daniel Ife      | Bragi Schut                    | 1. Okt. 2022  | 21. Okt. 2022  |
| 201        | 21        | Oni-Unterricht                   | A Lesson in Anger               | Shane Poettcker | Kevin Burke & Chris Wyatt      | 1. Okt. 2022  | 24. Okt. 2022  |
| 202        | 22        | Mutig, aber unklug!              | Brave But Foolish               | Wade Cross      | Kevin Burke & Chris Wyatt      | 1. Okt. 2022  | 24. Okt. 2022  |
| 203        | 23        | Gib niemals auf                  | Quittin' Time!                  | Daniel Ife      | Bragi Schut                    | 1. Okt. 2022  | 25. Okt. 2022  |
| 204        | 24        | Die Rückkehr des Eiskaisers      | Return of the Ice Emperor       | Shane Poettcker | Kevin Burke & Chris Wyatt      | 1. Okt. 2022  | 25. Okt. 2022  |
| 205        | 25        | Ein Zufluchtsort                 | Safe Haven                      | Wade Cross      | Kevin Burke & Chris Wyatt      | 1. Okt. 2022  | 26. Okt. 2022  |
| 206        | 26        | Was zusammenpasst                | Compatible                      | Daniel Ife      | Kevin Burke & Chris Wyatt      | 1. Okt. 2022  | 26. Okt. 2022  |
| 207        | 27        | Notruf                           | Distress Calls                  | Shane Poettcker | Bragi Schut                    | 1. Okt. 2022  | 27. Okt. 2022  |
| 208        | 28        | Eine Frage des Vertrauens        | An Issue of Trust               | Wade Cross      | Bragi Schut                    | 1. Okt. 2022  | 27. Okt. 2022  |
| 209        | 29        | Die Drachen-Form                 | Dragon Form                     | Daniel Ife      | Bragi Schut                    | 1. Okt. 2022  | 28. Okt. 2022  |
| 210        | 30        | Wurzeln                          | Roots                           | Shane Poettcker | Bragi Schut                    | 1. Okt. 2022  | 28. Okt. 2022  |